# FWD生命保険
FWD生命保険株式会社（エフダブリューディーせいめいほけん）は、日本の生命保険会社。香港・FWDグループ（富衛集団）完全子会社。2017年4月までAIGグループに属していた。
旧社名はFWD富士生命保険であったが、1942年（昭和17年）に日本生命保険に包括移転した富士生命保険とは無関係である。

## 沿革
- 1996年8月 - 富士火災海上保険の生保子会社として富士生命保険株式会社設立。
- 2011年8月 - 富士火災海上保険がAIG系列のチャーティスグループの完全子会社となる。
- 2013年4月 - AIG富士生命保険株式会社に商号変更。
- 2017年
  - 4月 - AIGがパシフィック・センチュリー・グループ傘下の生命保険会社FWDに全株式を売却し、日本における生命保険事業から撤退[1][2]。
  - 9月 - FWD富士生命保険株式会社に商号変更[3]。
- 2019年
  - 1月1日 - 本店を東京都中央区日本橋本町二丁目2番5号に移転。
- 2021年11月 - FWD生命保険株式会社に商号変更[4]。

## 脚註
1. ↑  香港保険FWD、AIG富士生命買収で日本に足場日本経済新聞 2016年11月15日
2. ↑  米AIGが富士生命を手放す 日本の生保事業から撤退へ産経新聞 2016年11月15日
3. ↑  AIG、富士生命の株式売却完了＝香港・シンガポールのFWDグループに時事通信 2017年5月1日
4. ↑  『お客さまへの重要なお知らせ』（プレスリリース）。2021年11月6日閲覧。